# Sextet per a instruments de vent i piano
El Sextet per a instruments de vent i piano, H. 174, va ser compost per Bohuslav Martinů l'any 1929 durant el seu període a París. Es va estrenar a la Berliner Rundfunk de Berlín el 29 de desembre de 1929.

## Moviments
- 1. Prélude: Poco andante - Poco allegro
- 2. Adagio
- 3. Scherzo (Divertimento I): Allegro vivo
- 4. Blues (Divertimento II)
- 5. Finale: (Allegro) - Poco vivo

## Origen i context
Martinů va escriure aquest sextet durant la seva estada a París. El va començar el 28 de gener de 1929 i el va completar el 2 d'abril del mateix any. En aquests anys, Martinů va voler experimentar amb els ritmes de moda: el foxtrot, el tango, el xarleston i el jazz. En aquest cas, utilitza un quintet de vent on en va treure la trompa i hi va afegir un piano i un segon fagot.